# 进德镇
进德镇，是中华人民共和国广西壮族自治区柳州市柳江区下辖的一个乡镇级行政单位。

## 行政区划
进德镇下辖以下地区：
进德社区、进德村、槎山村、三千村、四连村、琼林村、泗浪村、乐山村、江中村、白山村、沙子村和龙新村。

## 交通
- 柳南城际铁路：进德站